# Air Force One (film fra 1997)
Air Force One er en amerikansk action-thrillerfilm fra 1997 skrevet af Andrew W. Marlowe og instrueret af Wolfgang Petersen. Filmen handler om den fiktive amerikanske præsident James Marshall (spillet af Harrison Ford) og hans kamp mellem russiske terrorister, der kaprer hans fly Air Force One. Filmen blev udgivet den 25. juli i USA, og den 24. oktober i Danmark.

## Medvirkende
- Harrison Ford som James 'Jim' Marshall
- Gary Oldman som Egor Korshunov
- Glenn Close som Kathryn Bennett
- Wendy Crewson som Grace Marshall
- Liesel Matthews som Alice Marshall
- Paul Guilfoyle som Lloyd "Shep" Shepherd
- Xander Berkeley som Agent Gibbs
- Dean Stockwell som Walter Dean
- Tom Everett som Jack Doherty
- Jürgen Prochnow som Ivan Radek
- William H. Macy som Caldwell